# Pilaria decolor
Pilaria decolor är en tvåvingeart som först beskrevs av Zetterstedt 1851.  Pilaria decolor ingår i släktet Pilaria och familjen småharkrankar. Arten är reproducerande i Sverige. Inga underarter finns listade i Catalogue of Life.